# ويغندية
الوِيغَنْدِية هو جنس من النباتات المزهرة في فُصيلة زهراوات الأحراج. توجد عمومًا في أمريكة الوسطى وأمريكة الجنوبية ويوجد نوع أو نوعين في أقصى الشمال مثل الولايات المتحدة. يزرع بعضها نباتات زينة وتُزهر في معظم مناطق البحر الأبيض المتوسط أو المناطق المعتدلة. سمي الجنس باسم يوهان ويغند (1523-1587) رجل دين وعالم لاهوت لوثري ألماني وأسقف بُمسانية.